# Cantonul Millau-Ouest
Cantonul Millau-Ouest este un canton din arondismentul Millau, departamentul Aveyron, regiunea Midi-Pyrénées, Franța.